# Бабуша (Васлуј)
Бабуша (рум. Băbușa) насеље је у Румунији у округу Васлуј у општини Бачешти. Oпштина се налази на надморској висини од 159 m.

## Становништво
Према подацима из 2002. године у насељу је живело 463 становника, од којих су сви румунске националности.